# Viersteinberg
Der Viersteinberg ist ein 600,2 m ü. NHN hoher, bewaldeter Berg des Mittelgebirges Fränkische Alb. Mit seinem nordöstlichen Nachbarn, dem Patrich, erhebt er sich bei der Kernstadt von Treuchtlingen im mittelfränkischen Landkreis Weißenburg-Gunzenhausen (Bayern). Auf ihm liegt der Ringwall Viersteinberg.

## Geographie

### Lage
Der Viersteinberg erhebt sich im Naturpark Altmühltal. Er liegt direkt westnordwestlich der Kernstadt von Treuchtlingen. Nordwestlich befindet sich Wettelsheim, südwestlich Ober- und Unterheumödern, südsüdwestlich Heunischhof und südsüdöstlich Ziegelhütte; sie alle sind Gemeindeteile von Treuchtlingen. Im Ostsüdosten liegen mehrere Treuchtlinger Neubaugebiete, darunter die Siedlung Patrich. 
Etwa 2 km nordöstlich des Viersteinberggipfels fließt jenseits vom Patrich etwa in südsüdöstlicher Richtung die Altmühl. Jenseits des Altmühltals erheben sich der Bubenheimer Berg im Norden und der Nagelberg im Osten. In die Altmühl mündet beim etwas nördlich des Berges gelegenen Bubenheim die westlich des Berges stark mäandernde Rohrach. Jenseits der Rohrach erstreckt sich der Höhenzug Hahnenkamm.
Ein 570 m hoher Bergsattel leitet zum nordöstlichen Nachbarn über, dem sich mit einem Doppelgipfel in Nord-Süd-Richtung erstreckenden Nachbarberg Patrich (599,6 m). Über die Südflanke des Viersteinbergs verläuft die Staatsstraße 2216, die Treuchtlingen im Osten vorbei an Ziegelhütte mit Auernheim im Westen verbindet.

### Naturräumliche Zuordnung
Der Viersteinberg gehört in der naturräumlichen Haupteinheitengruppe Fränkische Alb (Nr. 08), in der Haupteinheit Südliche Frankenalb (082) und in der Untereinheit Altmühlalb (082.2) zum Naturraum Obere Altmühlalb (082.22). Die Landschaft leitet nach Nordosten und Osten, vorbei am und über den Patrich, in den Naturraum Treuchtlinger Pforte (082.21) über. Nach Norden leitet sie in den Naturraum Altmühltrichter (110.30) und nach Nordwesten in den Naturraum Hahnenkamm-Vorberge (110.21) über, die in der Haupteinheitengruppe Fränkisches Keuper-Lias-Land (11) und in der Haupteinheit Vorland der Südlichen Frankenalb (110) zu den Untereinheiten Weißenburger Bucht (110.3) und Hahnenkamm-Vorland (110.2) zählen.

## Schutzgebiete
Auf dem Viersteinberg liegen Teile des Landschaftsschutzgebiets Schutzzone im Naturpark Altmühltal (CDDA-Nr. 396115; 1995 ausgewiesen; 1632,9606 km² groß). Südwestlich über südlich bis östlich um die Gipfelregion herum ziehen sich bis auf den Übergangsbereich zum Patrich Teile des Fauna-Flora-Habitat-Gebiets Trauf der südlichen Frankenalb (FFH-Nr. 6833-371; 43,2442 km²).
Am Viersteinberg leben unter anderem Gämse.

## Höhensiedlung und Wallanlage
Auf dem Berg befindet sich eine Höhensiedlung der Hallstattzeit und eine Wallanlage vor- oder frühgeschichtlicher Zeitstellung, der Ringwall Viersteinberg.